# Emanuel Aloys Förster

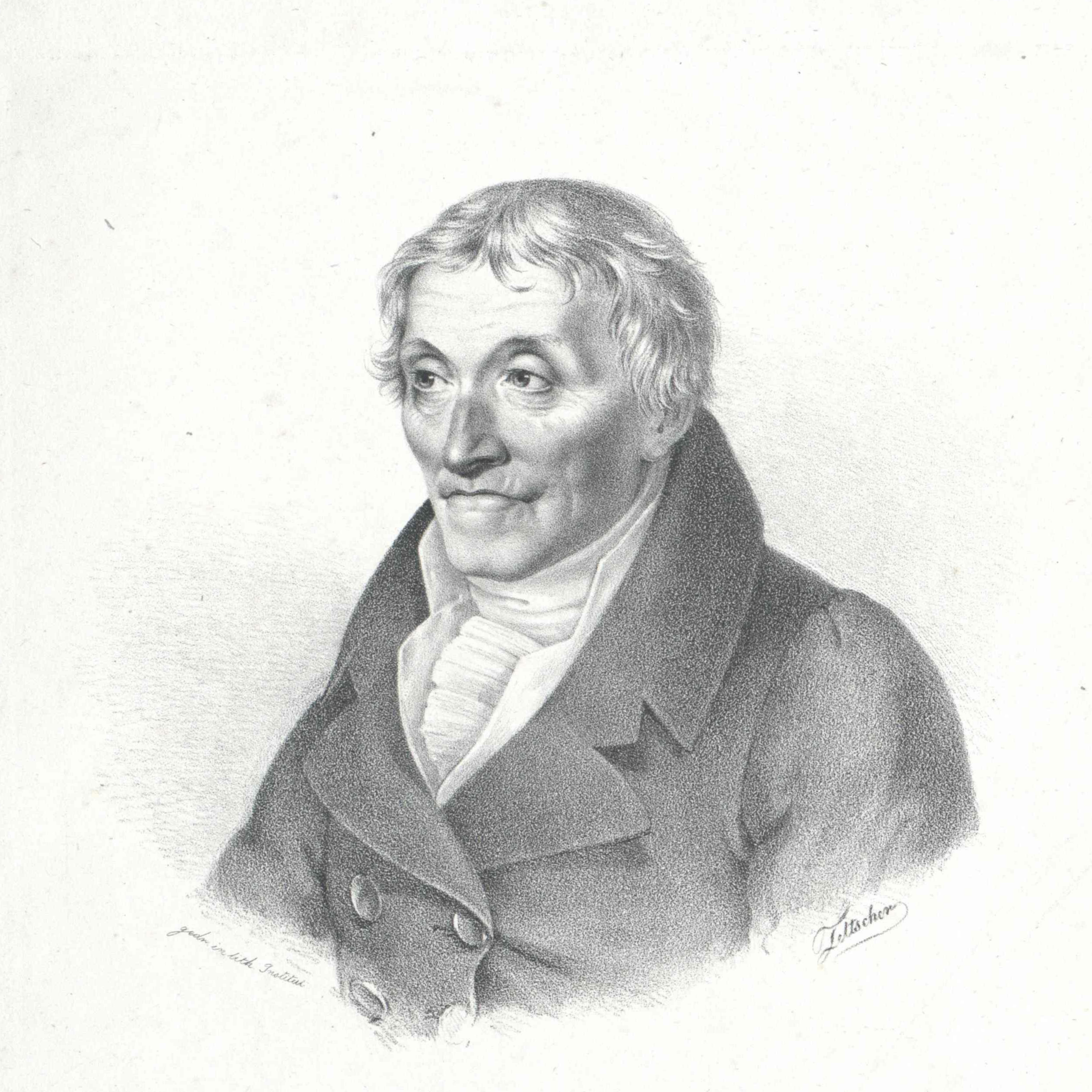
Emanuel Alois Förster, litografia de Josef Eduard Teltscher

Emanuel Aloys Förster (Niedersteine, Silèsia, 26 de gener de 1748 - Viena, 12 de novembre de 1823) fou un pedagog musical i compositor austríac.

## Biografia
Fill del gerent de finques Anton Ludwig Förster, anà a l'escola parroquial de Niedersteine i al col·legi benedictí de Braunau. Com que el seu talent musical era evident, rebé lliçons de música d'un professor qualificat. Després del batxillerat, treballà a l'administració de la finca de son pare, que estava al servei del comte Vetter von der Lilien. De 1766 a 1768 feu el servei militar com a músic.
Començà a compondre d'oïda sent encara adolescent. En trobar-se amb un tractat teòric de Carl Philipp Emanuel Bach, segurament el Versuch über die wahre Art das Klavier zu spielen, el copià sencer. Després de tornar de l'exèrcit, va rebre lliçons de l'organista Johann Georg Pausewang. Després de passar tres anys a Praga, anà a Viena, on treballà com a compositor i professor de música. Arran del seu matrimoni amb Eleonore von Reczka, entrà en contacte amb famílies aristocràtiques, augmentant la seua fama. Fou membre del Quartet Schuppanzigh, que també incloïa els seus compatriotes de Silèsia Peter Hänsel, Franz Weiss i Joseph Linke.
Entre els seus alumnes hi havia Franz Pecháček, Josef Mayseder, Louis Niedermeyer i Wilhelm Reuling. Tingué amistat amb Wolfgang Amadeus Mozart i Joseph Haydn. A través del príncep Karl Lichnowsky conegué a Ludwig van Beethoven, que era 22 anys més jove que ell. Beethoven valorava el seu treball compositiu i pedagògic i inclús li feia publicitat, portant-li alumnes com Andrei Razumovski i Charles Neate.

## Obres
- Anleitung zum General-Bass mit geschriebenen Notenbeispielen. Editorial Breitkopf & Härtel, Leipzig 1805.
- Quartets i quintets de corda, fugues, cantates, quartets de piano, concerts d'oboè i preludis.